# 堀洋
堀 洋（ほり ひろし）は、日本のジャーナリスト、コメンテーター。
産経新聞編集長。元編集局次長兼社会部長。

## 来歴・人物
神戸総局、社会部次長、神戸総局長などを経て、2015年（平成27年）7月から大阪本社社会部長。2018年7月から編集長。
関西テレビ（カンテレ）のニュース・情報ワイド番組「報道ランナー」にコメンテーターとして出演。
2016年｢明美ちゃん基金｣によるミャンマー医療支援の一連の報道で、産経新聞社会部「明美ちゃん基金」取材班を代表して、第23回坂田記念ジャーナリズム賞特別賞を受賞した。
2018年6月現在大阪都市景観建築賞（大阪まちなみ賞）の審査委員や、関西プレスクラブの総務委員なども務めている。

## 著書

### 共著
- 『阪神大震災 はや5年まだ5年―被災者たちの復旧・復興』（学芸出版社、2008年）